# 과라니족의 예수회 선교단 시설
과라니 족의 예수회 선교단 시설은 브라질 남부에 위치한 예수회 선교단 시설이다. 상 미겔 아르카뇨라고 불리기도 한다. 1735년에서 1745년 사이에 지어졌다. 한편, 1750년 마드리드 조약에 따라 스페인과 포르투갈사이의 영토가 정해짐에 따라 기존에 있던 스페인 예수회 선교단 시설에 있던 사람들은 철수할 것을 강요받았는데, 이를 거부하자 강제로 추방되었다.

## 같이 보기
- 과라니족의 예수회 선교단 시설 (아르헨티나)